# Frauenhaus (Memmingen)

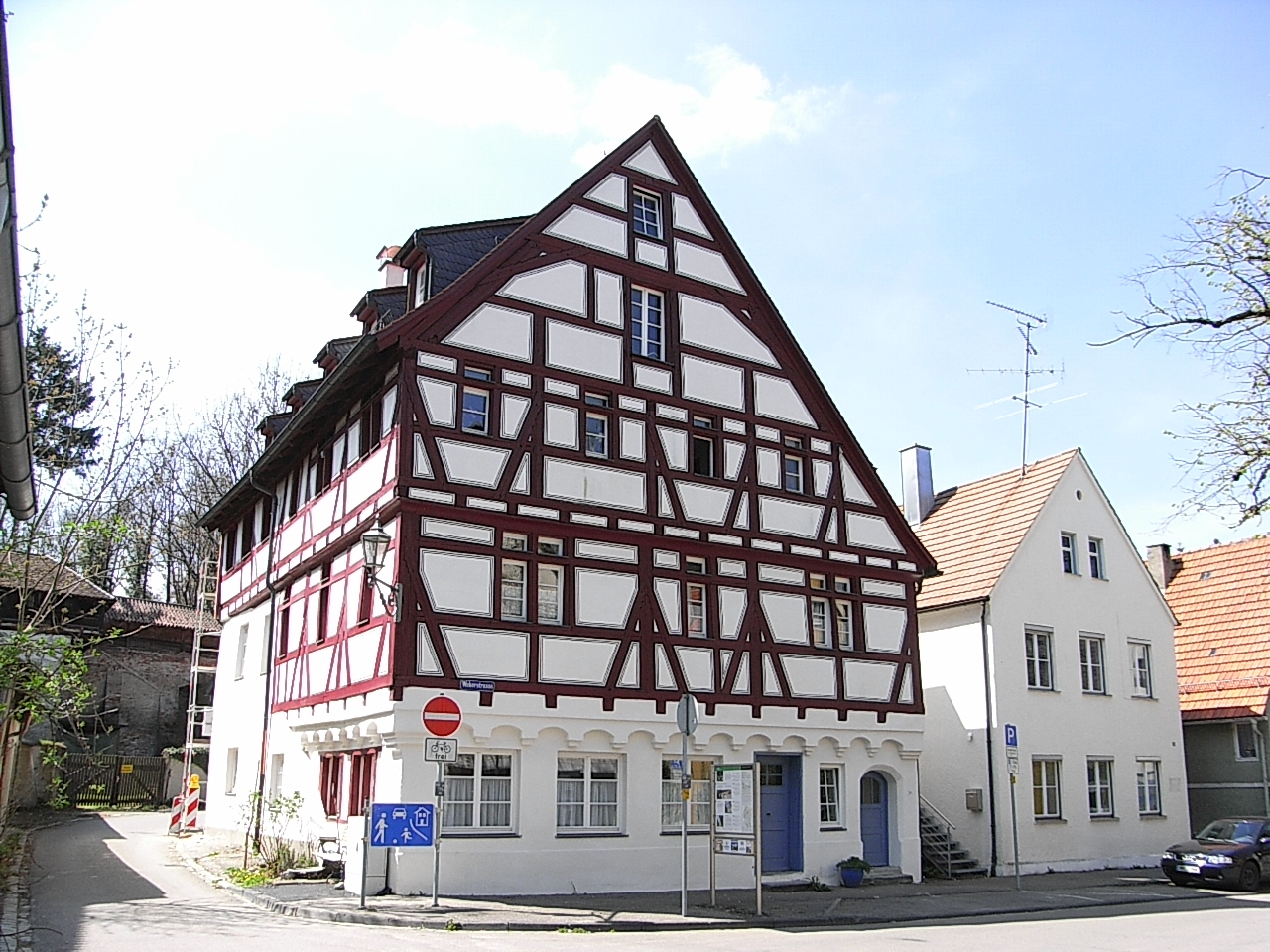
Das ehemalige Frauenhaus in Memmingen

Das ehemalige sogenannte Frauenhaus, ein Fachwerkbau in der Altstadt von Memmingen mit der Anschrift Weberstraße 54 stammt aus dem 16. Jahrhundert und steht unter Denkmalschutz. Auf dem Stadtplan von Matthias Ruprecht aus dem Jahr 1737 wird das Haus als „Das Lazaret“ bezeichnet.

## Beschreibung
Das dreistöckige Eckhaus geht auf das 16. Jahrhundert zurück. In den Obergeschossen ist das Gebäude im Kern ein Fachwerkhaus und besitzt architektonische Achsen im Verhältnis fünf zu fünf. An der Nordseite ist das Satteldach bis zum zweiten Obergeschoss heruntergezogen. Die Obergeschosse sind, auf einem massiv gemauerten Erdgeschoss ruhend, vorkragend. An der Nord- und Ostseite befindet sich über dem Erdgeschoss ein Korbbogenfries auf Konsolen. Das giebelständige Haus besitzt Eingänge an Vorder- und Rückseite. Anfang der 2010er Jahre fand bei Renovierungsarbeiten im Erdgeschoss eine Lösungsmittel-Verpuffung statt, in deren Folge ein Abriss aufgrund mangelnder Standsicherheit diskutiert wurde.
In dem Gebäude befand sich bis zur Reformation in Memmingen ein reichsstädtisches Bordell. Die Prostituierten, damals als „Hübschlerinnen“ bezeichnet, gehörten zu den Außenseitern der Gesellschaft.